# Апостольский нунций в ЦАР
Апостольский нунций в Центральноафриканской Республике — дипломатический представитель Святого Престола в Центральноафриканской Республике. Данный дипломатический пост занимает церковно-дипломатический представитель Ватикана в ранге посла. Апостольская нунциатура в Центральноафриканской Республике была учреждена на постоянной основе 4 ноября 1967 года. Её резиденция находится в Банги.
В настоящее время Апостольским нунцием в Центральноафриканской Республике является архиепископ Джузеппе Латерца, назначенный Папой Франциском 5 января 2023 года.

## История
Апостольская делегатура Дакара, обладающей юрисдикцией в отношении всех французских континентальных и островных колоний (за исключением районов Северной Африки), была учреждена 22 сентября 1948 года, бреве «Expedit et Romanorum Pontificum» папы римского Пия XII.
3 мая 1960 года, согласно бреве «Ad universae Ecclesiae» Папы Иоанна XXIII, была учреждена Апостольская делегатура Центральной и Западной Африки, обладающей юрисдикцией в отношении следующих африканских стран: Убанги-Шари (колониальное название Центральноафриканской Республики), Нигерия, Камерун, Габон, Республика Конго и Чад. Резиденцией Апостольского делегата был город Лагос — в Нигерии.
3 апреля 1965 года, согласно бреве «Qui res Africanas» Папы Павла VI, была учреждена новая Апостольская делегатура Центральной Африки, с юрисдикцией в Центральноафриканской Республике, Камеруне, Габоне, Чаде и Конго. Резиденцией Апостольского делегата был город Яунде — в Камеруне.
Апостольская нунциатура в Центральноафриканской Республике была учреждена 31 октября 1966 года, с момента установления дипломатических отношений между Святым Престолом и Центральноафриканской Республикой, бреве «Eo mentem» Папы Павла VI. Резиденцией апостольского нунция в Центральноафриканской Республике является Банги — столица Центральноафриканской Республики. Апостольский нунций в Центральноафриканской Республике, по совместительству, исполняет функции апостольского нунция в Чаде.

## Апостольские нунции в Центральноафриканской Республике

### Апостольские делегаты
- Луиджи Поджи, титулярный архиепископ Форонтонианы — (3 апреля 1965 — 21 мая 1969 — назначен апостольским нунцием в Перу);

### Апостольские пронунции
- Марио Тальяферри, титулярный архиепископ Формии — (5 марта 1970 — 25 июня 1975 — назначен апостольским пронунцием на Кубе);
- Ориано Куиличи, титулярный архиепископ Таблы — (13 ноября 1975 — 26 июня 1981 — назначен апостольским нунцием в Гватемале);
- Джон Булайтис, титулярный архиепископ Нароны — (21 ноября 1981 — 11 июля 1987 — назначен апостольским пронунцием в Иране).

### Апостольские нунции
- Беньямино Стелла, титулярный архиепископ Мидилы — (7 ноября 1987 — 15 декабря 1992 — назначен апостольским нунцием на Кубе);
- Диего Каузеро, титулярный архиепископ Меты — (1 февраля 1993 — 31 марта 1999 —  назначен апостольским нунцием в Сирии);
- Джозеф Ченнот, титулярный архиепископ Милеви — (24 августа 1999 — 15 июня 2005 —  назначен апостольским нунцием в Танзании);
- Пётр Нгуен Ван Тот, титулярный архиепископ Рустицианы — (24 августа 2005 — 13 мая 2008 — назначен апостольским нунцием в Коста-Рике);
- Иуда Фаддей Около, титулярный архиепископ Новицы — (2 августа 2008 — 7 октября 2013 — назначен апостольским нунцием в Доминиканской Республике и апостольским делегатом в Пуэрто-Рико);
- Франко Коппола, титулярный архиепископ Винды — (31 января 2014 — 9 июля 2016 — назначен апостольским нунцием в Мексике);
- Сантьяго Де Вит Гусман, титулярный архиепископ Габалы — (21 марта 2017 — 30 июля 2022 — назначен апостольским нунцием в Тринидаде и Тобаго);
- Джузеппе Латерца, титулярный архиепископ Вартаны — (5 января 2023 — по настоящее время).